# Jan-Michael Peters
Jan-Michael Peters (* 16. August 1962 in Heide) ist ein deutscher Zell- und Molekularbiologe sowie wissenschaftlicher Direktor am Forschungsinstitut für Molekulare Pathologie (IMP) in Wien.

## Leben
Peters begann 1982 ein Biologiestudium an der Universität Kiel. An der Universität Heidelberg schloss er dann 1988 das Diplomstudium ab und 1991 sein Doktorat. Anschließend arbeitete er für je zwei Jahre als Postdoc in Heidelberg und an der Harvard Medical School. 1996 kam Peters zum IMP, in dem er erst als Group Leader, ab 2002 als Senior Scientist und ab 2011 zusätzlich als stellvertretender wissenschaftlicher Direktor arbeitete. Seit 2013 ist Peters wissenschaftlicher Direktor des Instituts.
Peters leitete das vom Forschungsrahmenprogramm, einem Förderprogramm der EU, finanzierte Projekt Mitocheck (2004 bis 2009). Dieses Projekt diente zur Identifizierung von Genen, die bei Mitose eine Rolle spielen. Ab 2010 leitete er das fünfjährige Nachfolgeprojekt MitoSys, das versucht Mitose auf Basis der Systembiologie zu verstehen.

## Auszeichnungen
- Mitgliedschaft in der European Molecular Biology Organization[2]
- 2011 Wittgenstein-Preis[3]
- 2012 Wirkliches Mitglied der Österreichischen Akademie der Wissenschaften[4]
- 2014 Mitglied der Academia Europaea[5]